# Nullarbortaggnäbb
Nullarbortaggnäbb (Acanthiza iredalei) är en fågel i familjen taggnäbbar inom ordningen tättingar. Den förekommer i södra Australien.

## Utseende
Nullarbortaggnäbben är en liten fågel med spetsig näbb. Ovansidan är gråbrun, undersidan ljus med svag fläckning på bröstet. Ögat är ljust och i ansiktet syns marmorering. Den mörka stjärten kontrasterar med ljusare övergump. 

## Utbredning och systematik
Nullarbortaggnäbben förekommer i södra Australien. Den delas in i tre underarter med följande utbredning:
- Acanthiza iredalei hedleyi –  förekommer i salta våtmarker och på hedar i sydöstra Australien och närliggande västra Victoria
- Acanthiza iredalei rosinae – förekommer i South Australia (Adelaideområdet till Gulf St Vincent)
- Acanthiza iredalei iredalei – förekommer i södra delen av Western Australia och i södra delen av östra South Australia

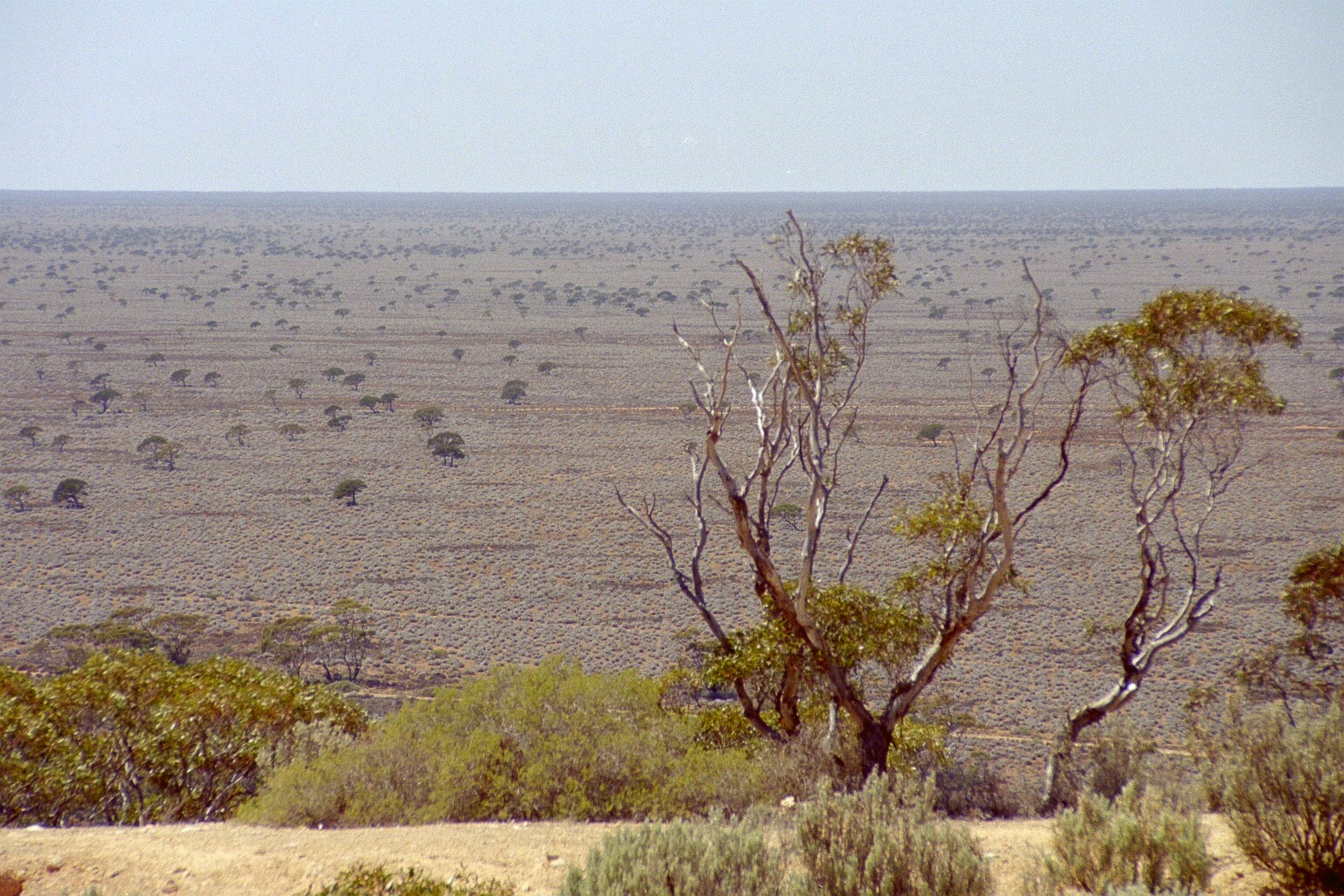
Nullarborslätten varifrån fågeln fått sitt namn.

## Levnadssätt
Nullarbortaggnäbben hittas i kustnära vårmarker, på hedar och kring saltsjöar. Den födosöker i småflockar i undervegetationen och på marken.

## Status och hot
Arten har ett stort utbredningsområde, men tros minska i antal, dock inte tillräckligt kraftigt för att den ska betraktas som hotad. Internationella naturvårdsunionen IUCN listar arten som livskraftig (LC).

## Namn
Nullarbor är namnet på en torr, nästan trädlös karstslätt på gränsen mellan South Australia och West Australia. Fågelns vetenskapliga artnamn hedrar Tom Iredale (1880-1972), engelsk ornitolog och samlare av specimen i Australien 1923–1972.